# Варта (Кёнигсварта)

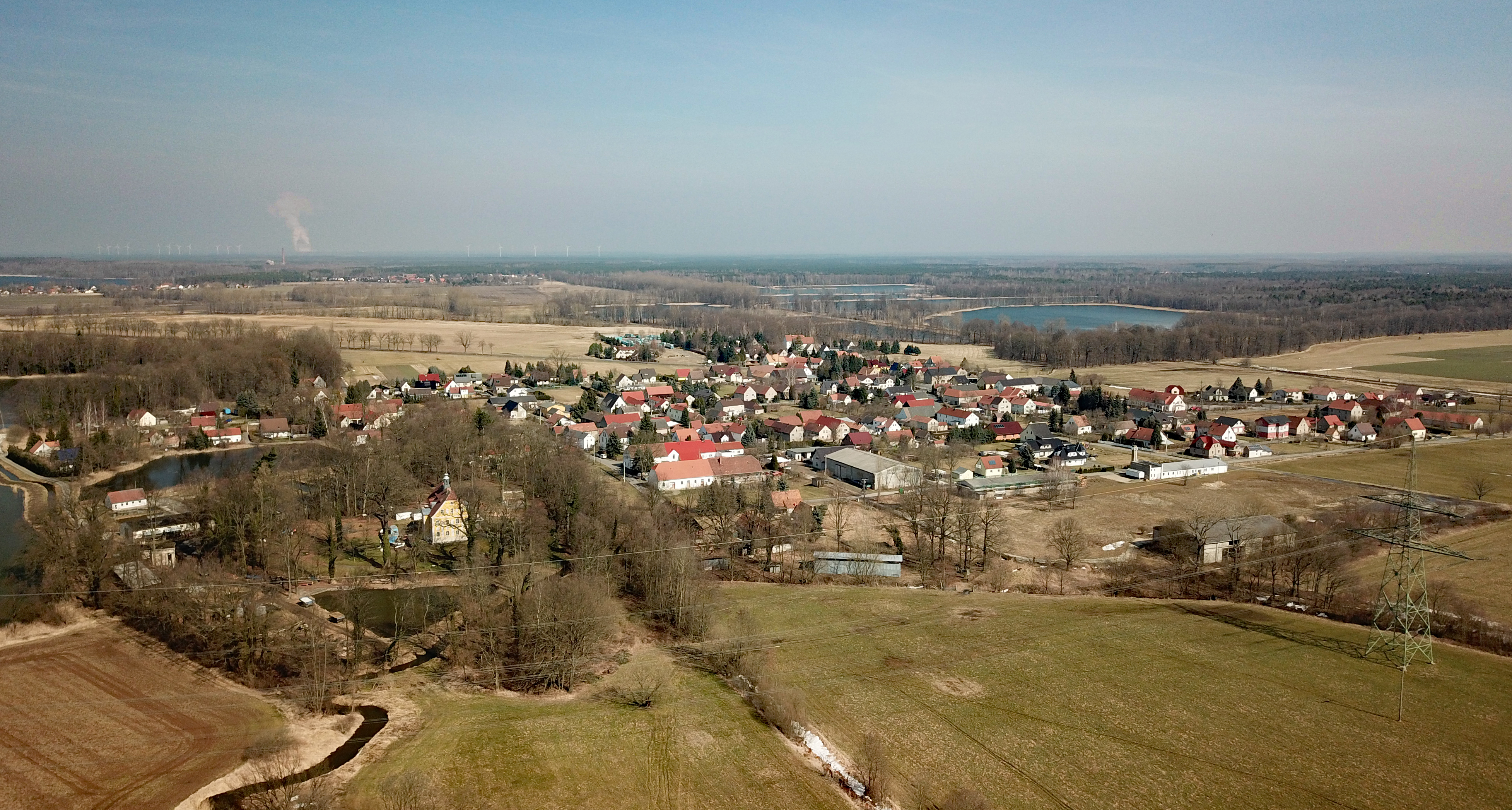

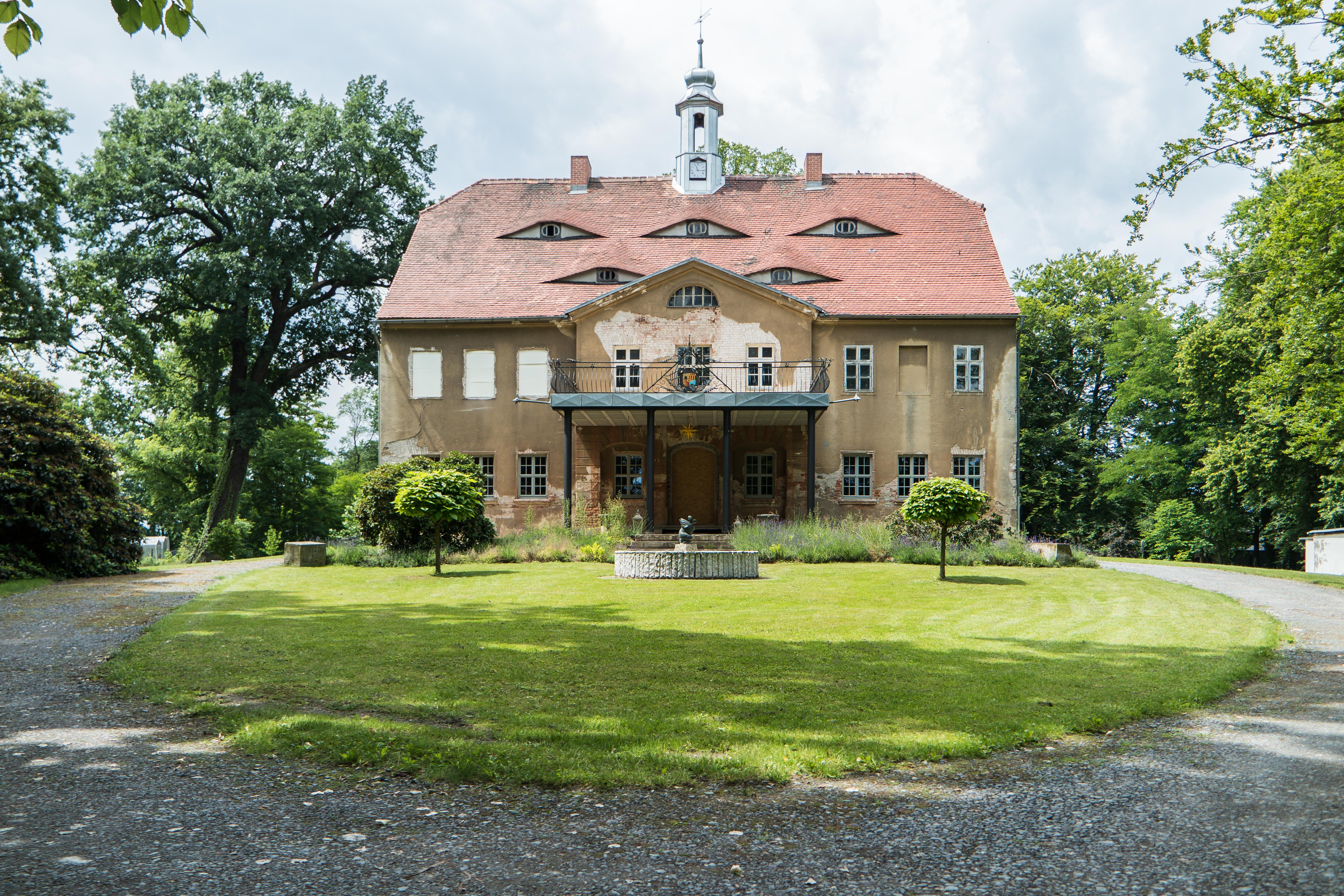

Ва́рта или Стро́жа (нем. Wartha; в.-луж. Stróža) — деревня в Верхней Лужице, Германия. Входит в состав коммуны Кёнигсварта района Баутцен в земле Саксония. Подчиняется административному округу Дрезден.

## География
Находится на территории биосферного заповедника «Пустоши и озёра Верхней Лужицы» в южной части района Лужицких озёр примерно в пяти километрах севернее от административного центра коммуны деревни Кёнигсварта. Располагается на автомобильной дороге B96. На западной части протекает река Чорница, образующая многочисленные рыбоводные пруды на севере деревни.
Соседние населённые пункты: на востоке — деревня Шченьца коммуны Лоза,
на юго-востоке — деревня Вульке-Жджары коммуны Лоза и деревня Каменей и на юго-западе — деревня Коморов.

## История
Деревня имеет древнеславянскую круговую форму построения жилых домов с площадью в центре. Впервые упоминается в 1374 году под наименованием Petir von der Warte.
До 1995 года была административным центром одноимённой коммуны. С 1995 года входит в современную коммуну Кёнигсварта.
В настоящее время деревня входит в состав культурно-территориальной автономии «Лужицкая поселенческая область», на территории которой действуют законодательные акты земель Саксонии и Бранденбурга, содействующие сохранению лужицких языков и культуры лужичан.
Исторические немецкие наименования
- Petrus, Petir von der Warte, 1374
- Warte, 1419
- Wartthe, 1557
- Warthe, 1614
- Warthe, 1732
- Wartha, 1791

## Население
Официальным языком в населённом пункте, помимо немецкого, является также верхнелужицкий язык.
Согласно статистическому сочинению «Dodawki k statisticy a etnografiji łužickich Serbow» Арношта Муки в 1884 году в деревне проживало 306 человек (из них — 301 серболужичанин (84 %)).
Лужицкий демограф Арношт Черник в своём сочинении «Die Entwicklung der sorbischen Bevölkerung» указывает, что в 1956 году при общей численности в 439 человек серболужицкое население деревни составляло 53,1 % (из них верхнелужицким языком владело 173 взрослых и 60 несовершеннолетних).
| 1825 | 1871 | 1885 | 1905 | 1925 | 1939 | 1946 | 1950 | 1964 | 1990 |
| ---- | ---- | ---- | ---- | ---- | ---- | ---- | ---- | ---- | ---- |
| 224  | 311  | 294  | 255  | 296  | 335  | 373  | 452  | 420  | 435  |

## Известные жители и уроженцы
- Август Лапштих (1883—1962) — серболужицкий народный поэт и фольклорист.
- Павол Вирт (1906—1946) — серболужицкий учёный, славист.